# فینکس مرکوری

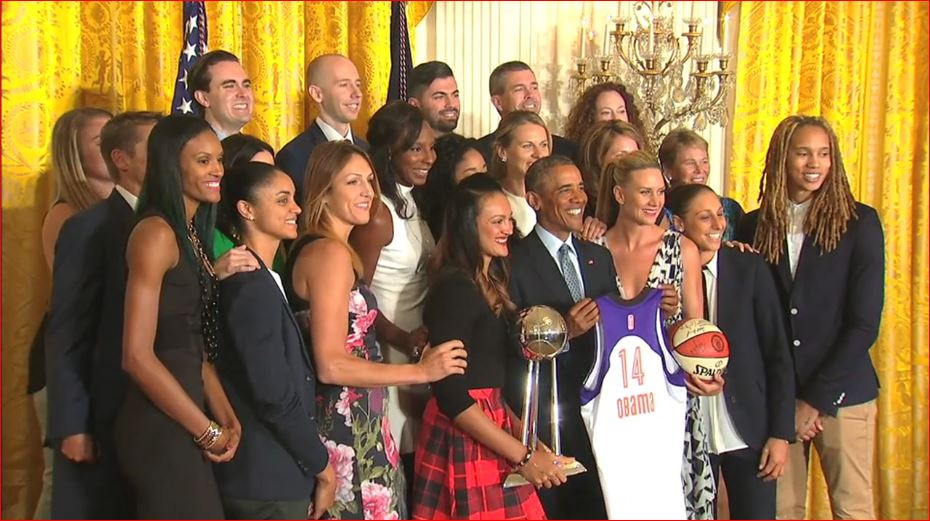
«فنیکس مرکوری» در کاخ سفید، به مناسبت قهرمانی در سال ۲۰۱۴

فینکس مرکوری (به انگلیسی: Phoenix Mercury) یکی از تیم‌های حاضر در اتحادیه ملی بسکتبال زنان است. این تیم در سال ۱۹۹۷ تشکیل شد و
تابه‌حال ۳بار قهرمان کنفرانس غرب (در سال‌های ۱۹۹۸، ۲۰۰۷ و ۲۰۰۹) و ۲ بار قهرمان لیگ (در سال‌های ۲۰۰۷ و ۲۰۰۹) شده‌است. رابرت سارور، مالک این باشگاه، مالک باشگاه فینکس سانز در اتحادیه ملی بسکتبال نیز می‌باشد.
دایانا تاوراسی، کندیس دوپری، پنی تیلور، بریتنی گراینر و کپی پاندکستر از بازیکنان مطرح این باشگاه هستند.